# Wyncote, Pennsylvania
Wyncote, Pennsylvania (енгл. Wyncote) насељено је место без административног статуса у америчкој савезној држави Пенсилванија.

## Демографија
По попису из 2010. године број становника је 3.044, што је 2 (-0,1%) становника мање него 2000. године.
| Група             | 2000.         | 2010.         |
| Белци             | 2.718 (89,2%) | 2.360 (77,5%) |
| Афроамериканци    | 243 (8,0%)    | 414 (13,6%)   |
| Азијати           | 38 (1,2%)     | 118 (3,9%)    |
| Хиспаноамериканци | 24 (0,8%)     | 84 (2,8%)     |
| Укупно            | 3.046         | 3.044         |